# Kabinet van Suriname
Het Kabinet van Suriname, ook wel het kabinet van de gevolmachtigd minister in Den Haag genoemd, was de vertegenwoordiging van Suriname in de periode van 1954 tot 1975, toen het als land deel uitmaakte van het Koninkrijk der Nederlanden op grond van het  Statuut voor het Koninkrijk der Nederlanden. Het Kabinet vertegenwoordigde Suriname binnen het koninkrijk en had een functie die vergelijkbaar was met een ambassade of consulaat.
Het Kabinet was gevestigd in het pand aan de Alexander Gogelweg 2 in Den Haag. De Surinaamse regering kocht het rond december 1952 voor een bedrag van 122.000 Nederlandse gulden. Het was bestemd voor het kantoor van de Surinaamse vertegenwoordiging, het commissariaat en het planbureau, die tot dan toe waren ondergebracht in het ministerie van Overzeese Gebiedsdelen. Sinds de onafhankelijkheid van Suriname is hier de Surinaamse ambassade gevestigd. Daarnaast bevonden zich kantoren van Suriname aan de Weteringschans in Amsterdam en aan de Van Oldenbarneveltstraat  in Rotterdam.
In augustus 1970 vond een bezetting van het Kabinet plaats, nadat 34 studenten studenten het gebouw binnendrongen. De bezetters richtten een ravage aan en werden nog dezelfde dag door de politie verwijderd.